# Cordaitales
Cordaitales — вимерлий поряд голонасінних, відомий з раннього карбону до пізньої пермі. Багато Cordaitales мали подовжене ремінчасте листя, схоже на деякі сучасні хвойні дерева Araucariaceae і Podocarpaceae. Вони мали конусоподібні репродуктивні структури, що нагадували сучасні хвойні. Деякі Cordaitales утворили великі дерева, яких, здається, було особливо багато на більш сухій землі, у тропічному середовищі. Крім того, деякі високі дерева, а також чагарникові та мангрові види Cordaitales, здається, росли в кам’яновугільних болотах. Cordaitales також були в достатку протягом пермі. Звичайні роди з карбону включають Mesoxylon і Cordaixylon. Інші роди — Noeggerathiopsis і Sumaropsis.
Особливості жіночої шишки (мегастробіла) представників Cordaitales вказують на те, що шишкові луски, якими володіють вони самі та їхні нащадки, можуть відповідати коротким пагонам, а не листям. Це тому, що шишка складається з цих коротких пагонів, що виходять з приквітків. Серед хвойних листок будь-якого виду не виходить із пазухи приквітка.